# Hunters Creek Village (Teksas)
Hunters Creek Village je grad u američkoj saveznoj državi Teksas. Prema popisu stanovništva iz 2010. u njemu je živjelo 4.367 stanovnika.